# Durfort-Lacapelette
Durfort-Lacapelette (okzitanisch: Durfòrt e la Capeleta) ist eine französische Gemeinde mit 842 Einwohnern (Stand: 1. Januar 2022) im Département Tarn-et-Garonne in der Region Okzitanien (vor 2016: Midi-Pyrénées). Die Gemeinde liegt im Arrondissement Castelsarrasin und im Kanton Pays de Serres Sud-Quercy (bis 2015: Kanton Lauzerte). Die Einwohner werden Durfortais genannt.

## Geografische Lage
Durfort-Lacapelette liegt etwa 32 Kilometer nordnordöstlich von Montauban. Die Barguelonne begrenzt die Gemeinde im Norden. Umgeben wird Durfort-Lacapelette von den Nachbargemeinden Saint-Amans-de-Pellagal im Norden, Cazes-Mondenard im Osten und Nordosten, Lafrançaise im Südosten, Moissac im Süden, Montesquieu im Westen sowie Montbarla im Nordwesten.
| Einwohner                                                  | 881 | 832 | 723 | 761 | 686 | 675 | 755 | 851 |
| Ab 1962 offizielle Zahlen ohne Einwohner mit Zweitwohnsitz |     |     |     |     |     |     |     |     |

## Sehenswürdigkeiten
- Kirche Saint-Hubert
- Kirche Saint-Paul in Burgues, 1875 erbaut
- Kirche Saint-Hilaire aus dem 15. Jahrhundert, Umbauten aus dem 19. Jahrhundert
- Kirche Saint-Martin in Montmaure, 1097 erwähnt, im 17. Jahrhundert wieder errichtet
- Kirche Saint-Simplice, im 17. Jahrhundert wieder errichtet
- Durch den Ort verläuft das Abschnitt Lauzerte –  Moissac  des französischen Jakobswegs Via Podiensis.[1]

## Persönlichkeiten

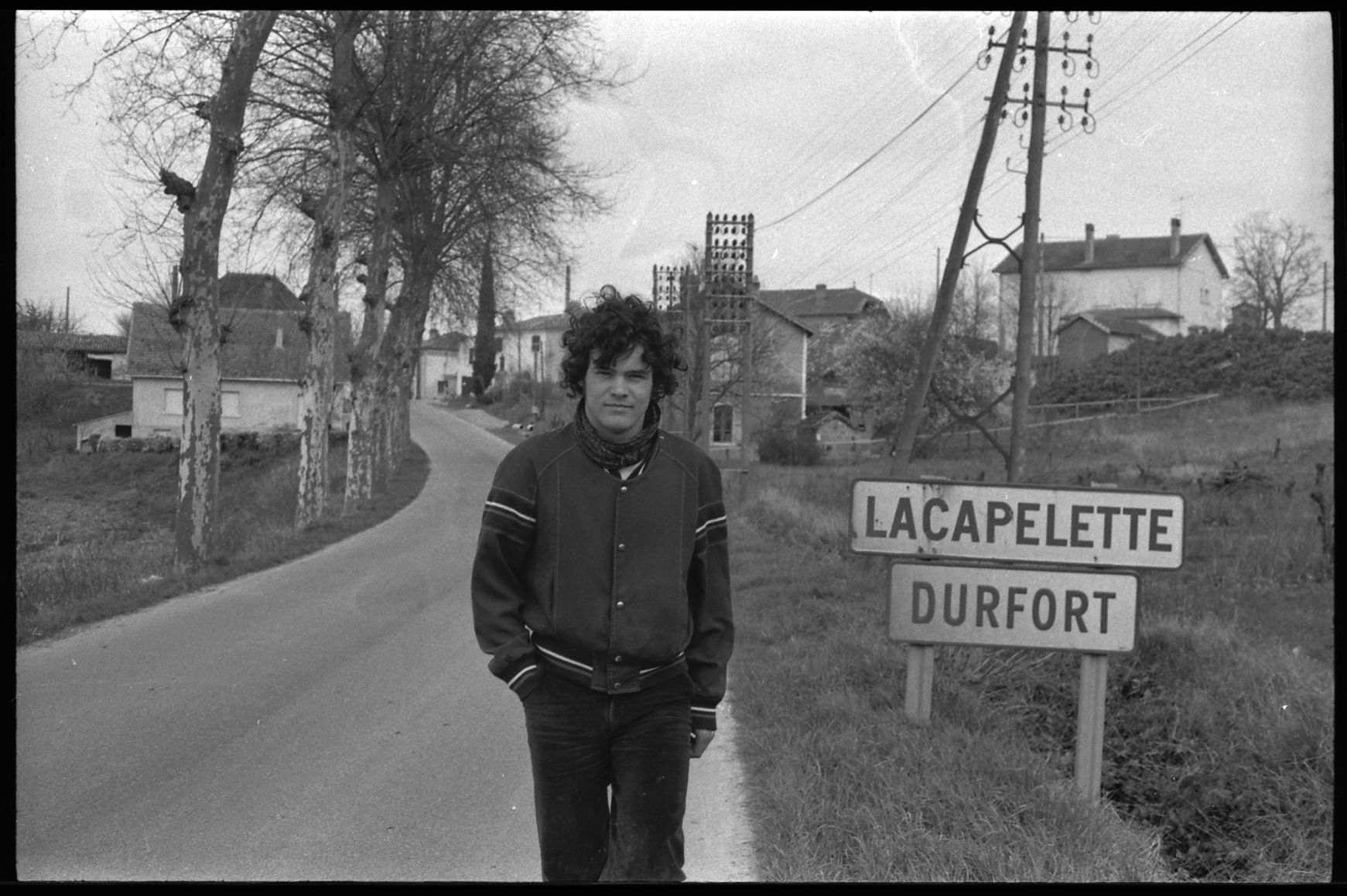
Pierre Blaise am Ortseingang (1975)

- Pierre Blaise (1952–1975), Schauspieler, in Durfort-Lacapelette begraben